# Hemiksem
Hemiksem (nederländskt uttal: [ˈɦeːmɪksɛm]) är en kommun i provinsen Antwerpen i regionen Flandern i Belgien. Kommunen har cirka 11 634 invånare (2020).